# Kasteel van Saint-Blancard
Het Kasteel van Saint-Blancard (Frans: Château de Saint-Blancard) is een kasteel bij het Franse dorp Saint-Blancard in de gemeente Cap d'Astarac..

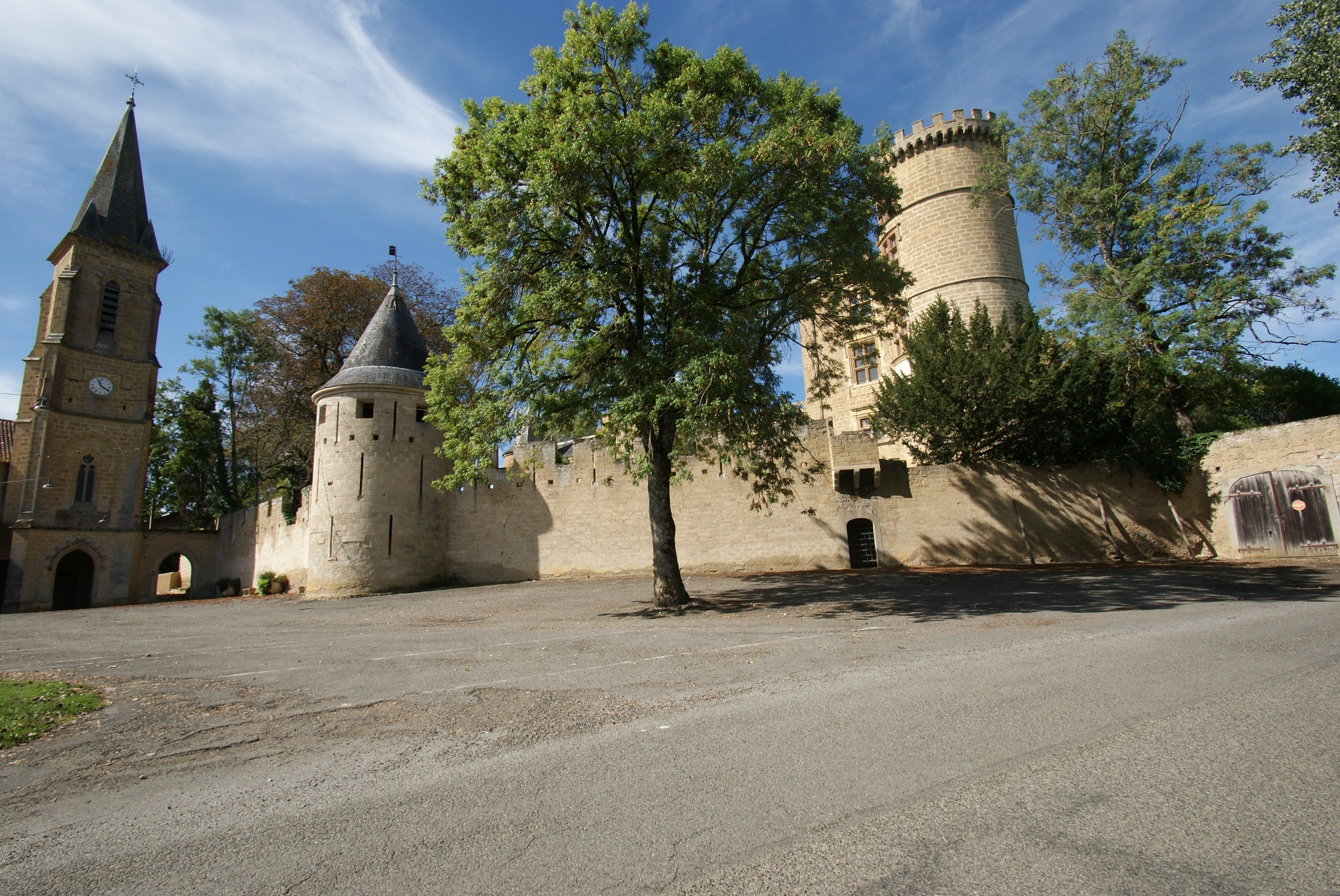
Kasteel van Saint-Blancard.

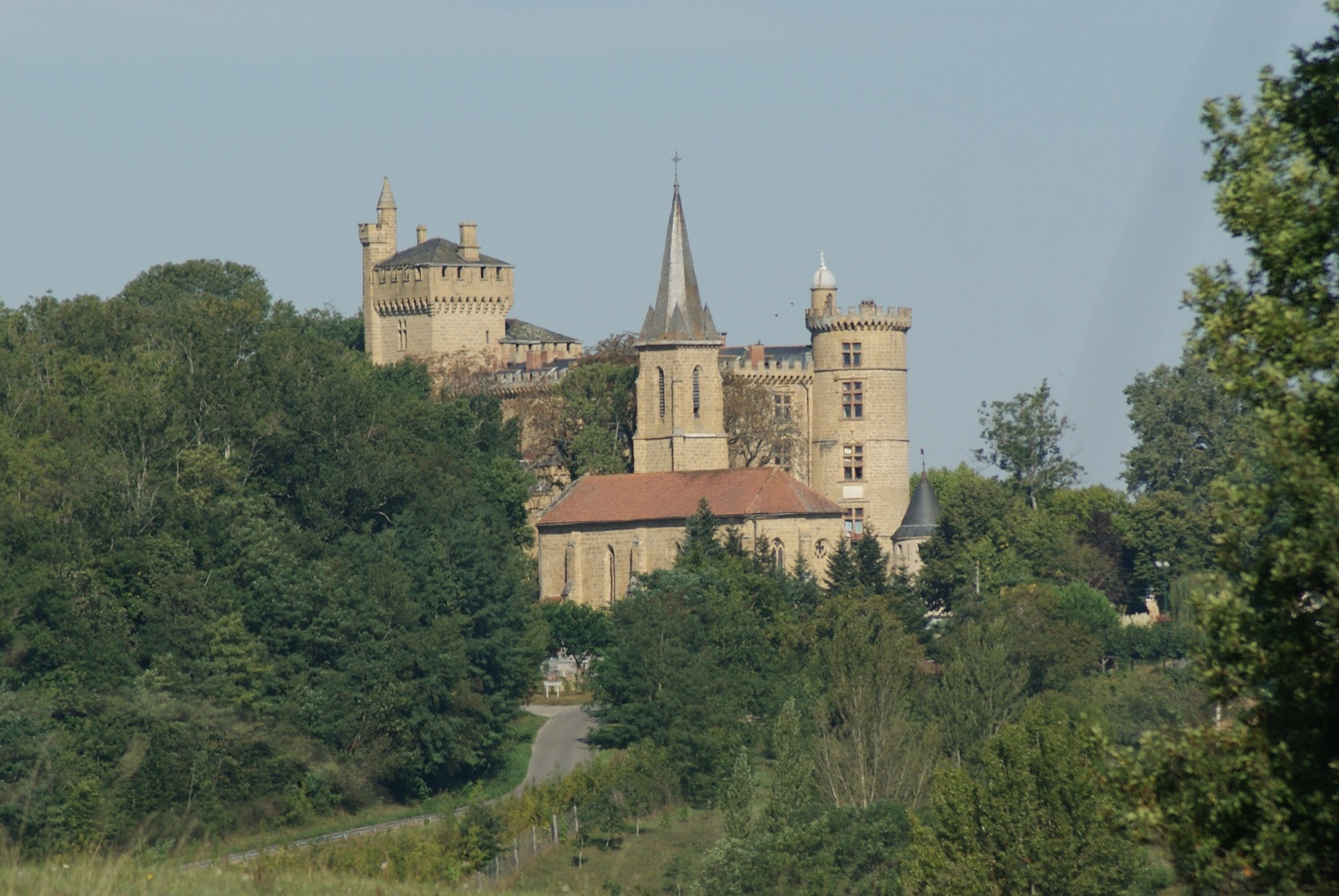
Oostzijde van Kasteel van Saint-Blancard.

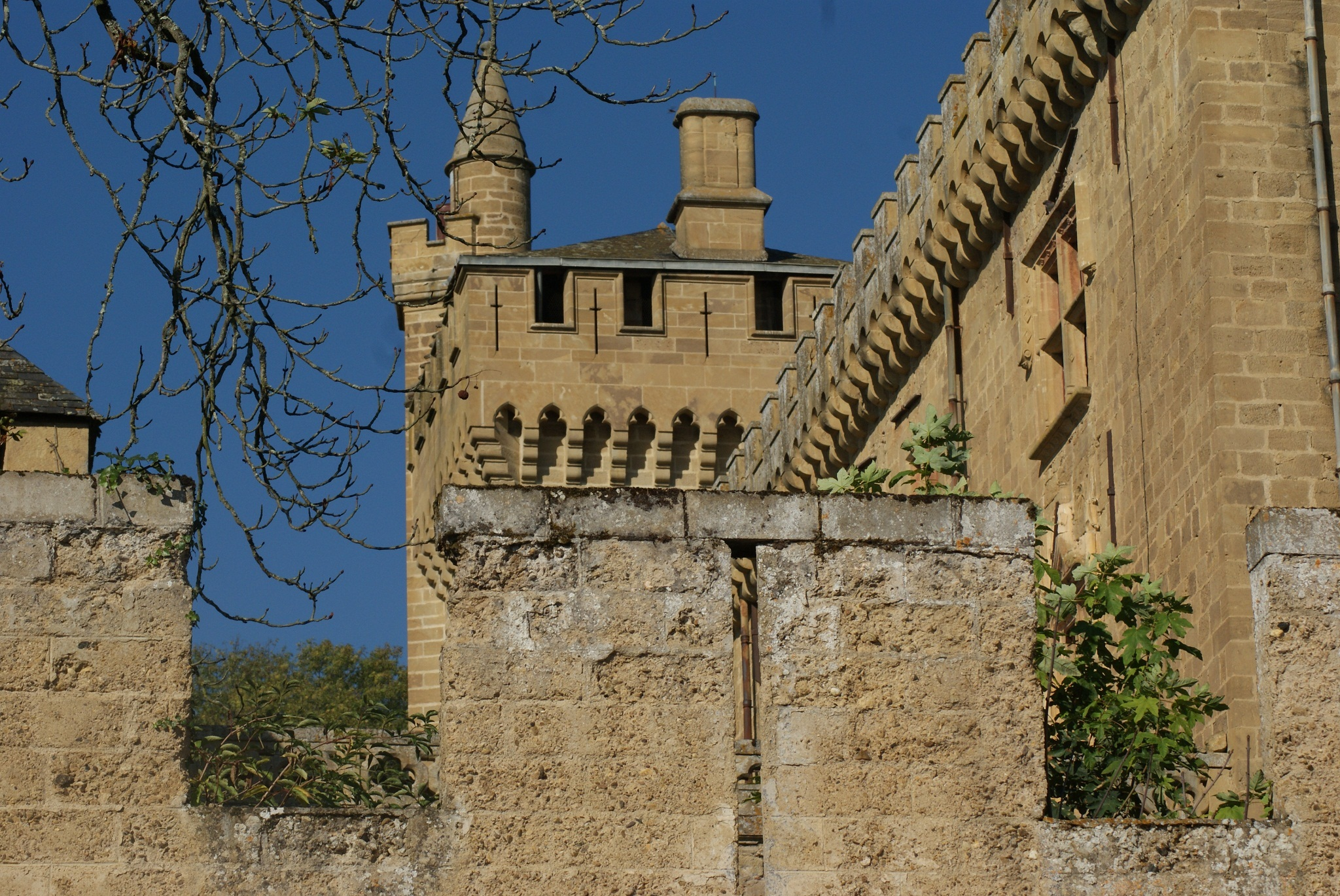
Het donjon, met op de achtergrond de zeshoekige toren.

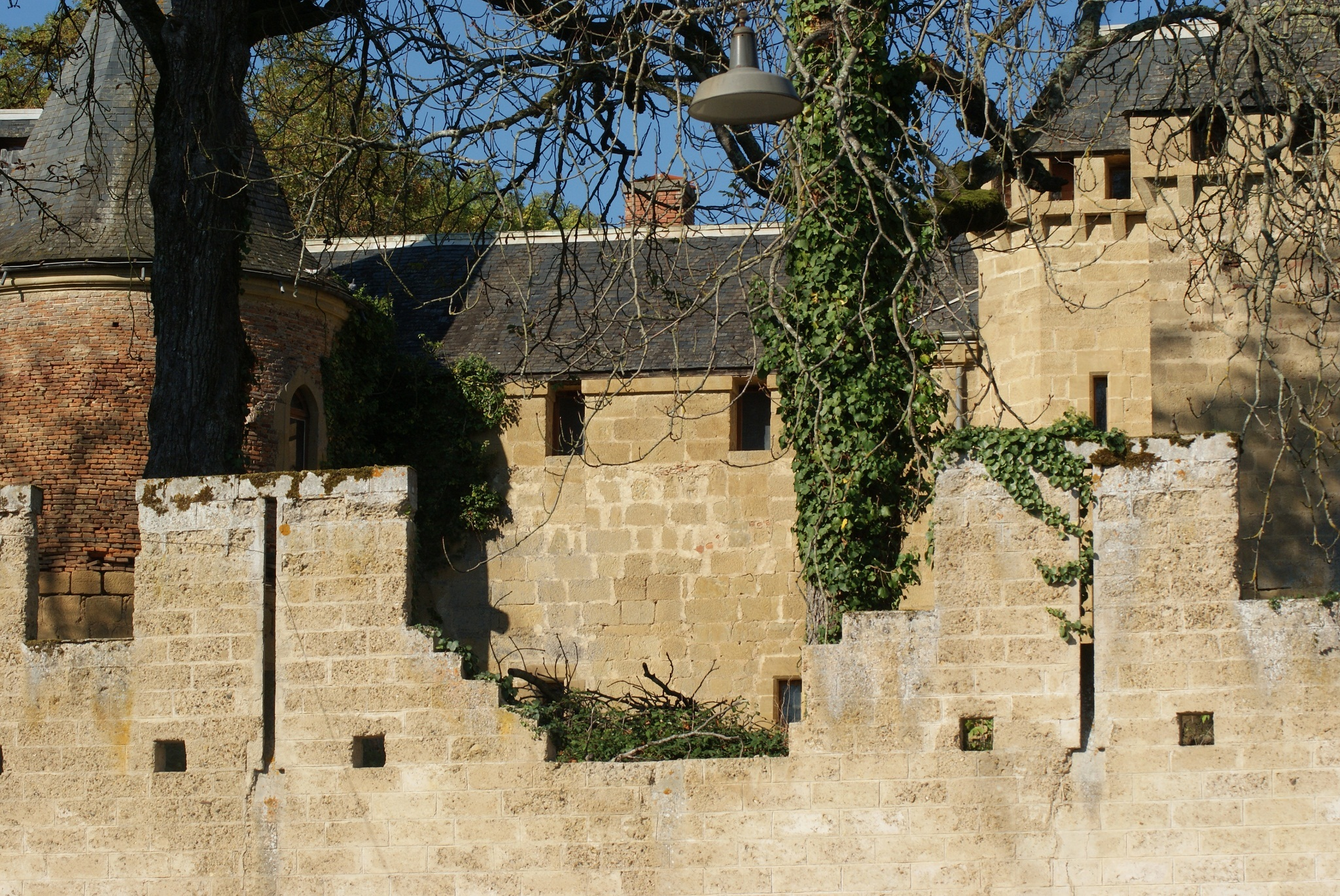
L'aile de la comtesse.

## Het gebouw

#### Tiende tot zeventiende eeuw
In de tiende eeuw stond honderd meter ten zuidoosten van de huidige plek van het kasteel een fort. In 1303 werd het fort vervangen door een stenen kasteel.
Beïnvloed door de Italiaanse renaissance hebben Franciscus d'Ornézan en zijn broer Jean begin zestiende eeuw een deel van de oude vestingwerken laten slopen en het kasteel het aanzien van een versterkte burcht gegeven.
Van 1512 tot 1528 lieten Bertrand d'Ornézan en zijn oom Savarie d'Ornézan een zeshoekige toren met de naam Tour de l'Escalier de pierre (toren van de stenen trap) aan het kasteel bouwen.

#### Achttiende eeuw
In de achttiende eeuw werd er een residentieel gebouw tegen de oostelijke verdedigingsmuur geplaatst. Dit deel van het kasteel was bestemd voor de grafelijke familie van l'Esclignac. Een van de dochters van deze familie trouwde met Alexander Armand Gontaut Biron. Deze was markies van Saint Blancard. Door deze dochter kreeg de aanbouw de naam: l'aile de la comtesse (de vleugel van de gravin).

#### Moderne tijd
In de negentiende eeuw kreeg het kasteel door veel veranderingen zijn huidige vorm.
| - De vleugel van de Gravin werd omgebouwd tot het kantoor van de bisschop van Luik. In de ruimtes kwamen Italiaanse schilderijen, met daarop voorstellingen van het Griekse mythologische verhaal over Pyramus en Thisbe, te hangen. - De grote ronde toren genaamd Tour de la Vierge (toren van de Maagd) werd in 1853 verbeterd. - De gevangenentoren werd gesloopt teneinde een vrijer uitzicht op de Pyreneeën te krijgen. - Het donjon is in 1875 aangebouwd. - Zalen werden veranderd en opgeknapt. - Op 11 januari 1888 is het kasteel deels door brand verwoest. De schade was in 1890 weer hersteld. |

In de twintigste eeuw is het kasteel van alle woongemakken die die eeuw met zich bracht voorzien.

## De bewoners
De eerste familie die op het kasteel woonde was de familie d'Ornézan. Na het huwelijk van Jeanne d'Ornezan op 6 augustus 1559 met Armand de Gontaut, baron van Biron en maarschalk van Frankrijk, werd het kasteel tot 1959 door de familie de Gontaut-Biron bewoond. Daarna deed het kasteel dienst als revalidatiecentrum. Sinds 1990 is het in bezit van een vennootschap met Andrew Harding als directeur. Deze groep Engelsen laten het kasteel vervallen.